# CP 5600 sorozat
Az CP 5600 sorozat egy portugál Bo'Bo' tengelyelrendezésű villamosmozdony-sorozat. A mozdony a Siemens AG EuroSprinter mozdonycsalád széles nyomtávolságú (1668 mm) tagja. 1993 és 1995 között összesen 30 darab állt forgalomba a CP-nél. 2002 júniusa óta 29 van forgalomban, mert tűzben egy kiégett.

## Története
A sorozat az 1990-es évek elején az akkori Caminhos de Ferro Portugueses (ma Comboios de Portugal) állami vasút modernizációs tervének része volt. A RENFE 252 sorozatú spanyol mozdonyoktól származik, amely szintén a Siemens Transportation Systems és a Krauss-Maffei EuroSprinter típussorozatának része. A mozdonyokat kezdettől fogva a portugál vasúthálózaton való univerzális használatra szánták - mind a teherforgalomban, mind a gyors távolsági forgalomban.
A mozdonyok gyártását a Siemens, a Krauss-Maffei és a portugál Sorefame vállalatból álló portugál–német konzorcium végezte, amely a licencjogosultként működött. A fontos alkatrészek gyártása az akkori Sorefame amadorai üzemében történt. A konzorcium és a CP közötti szerződés 30 egység megépítését írta elő, havonta egy egység szállítása mellett. Ezen kívül opció volt további 18 mozdonyra szállítására is.
Hivatalosan a sorozatot 1993-ban mutatták be az első egységgel (5601-es számú) Entroncamento állomáson. Ugyanebben az évben a sorozat további mozdonyai is szolgálatba álltak, így az első Lisszabon és Porto közötti tehervonatokat már ezek vontatták, 1993–1994 folyamán pedig az 1900-as sorozat első mozdonyai állhattak forgalomba. 1995-re mind a 30 mozdony elkészült, de a CP nem élt a további 18 mozdonyra vonatkozó opciójával.
1993-ban az 5601-es mozdony három Corail kocsival a Linha do Norte vonalán Espinho és Avance állomások között 220 km/h sebességgel elérte a jelenlegi portugál sebességrekordot a menetrend szerinti személyszállításban. A CP 4700 sorozat bevezetéséig a mozdonyok a CP legerősebb mozdonyainak számítottak.
A sorozat bevezetésével a Caminhos de Ferro Portugueses új színösszeállítást vezetett be piros és szürke színekkel. Ennek kellett volna felváltania a portugál mozdonyok hagyományos narancs-fehér festését - de végül erre nem került sor. Az 5600-as sorozat mozdonyai még mindig az eredeti színekben közlekednek, de a következő, 4700-as sorozat mozdonyai már piros-fehér színben álltak forgalomba. A régebbi mozdonyokat még mindig narancssárga és fehér színűre festették.
Az első négy mozdonyt (5601, 5602, 5603 és 5604) a CP 1993-ban keresztelte át Entroncamento, Porto, Lisboa (Lisszabon) és Aveiro portugál városok nevére.
2002 júniusában az 5624-es mozdony súlyosan megsérült egy balesetben, ezért selejtezni kellett.